# Zdeněk Veselovský

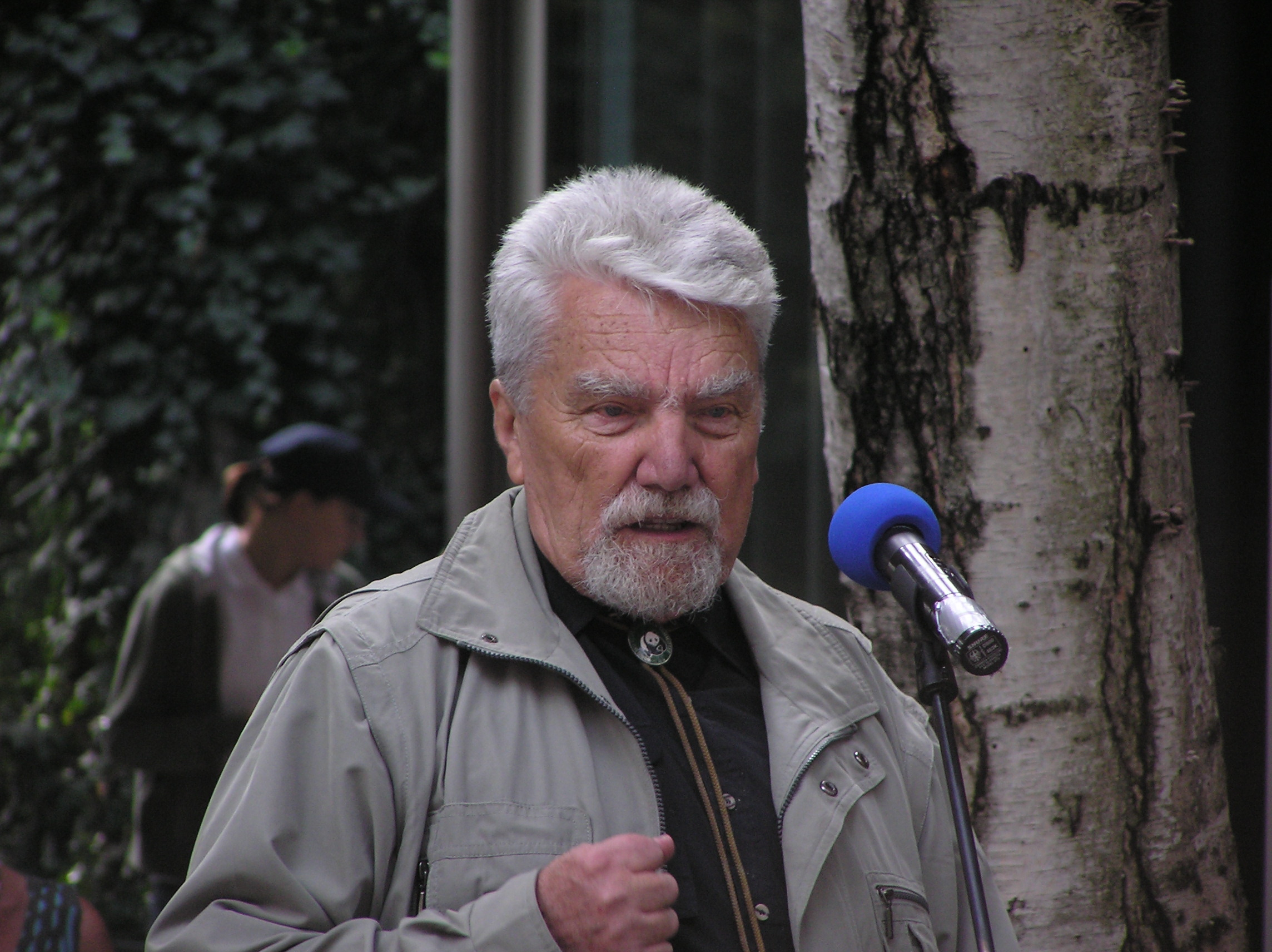
Zdeněk Veselovský (2006)

Zdeněk Veselovský (* 26. August 1928 in Jaroměř; † 24. November 2006 in Prag) war ein tschechischer Zoologe und Begründer der tschechischen Ethologie (vergleichenden Verhaltensforschung). Er war von 1959 bis 1988 Direktor des Prager Zoos und hat wesentlich zur Rettung des Przewalski-Pferdes beigetragen.

## Leben
Veselovský war ein Schüler des Nobelpreisträgers Konrad Lorenz. Er studierte bis 1952 an der naturwissenschaftlichen Fakultät der Universität Prag und war anschließend als Pädagoge tätig. Am 1. Juli 1959 wurde er zum Direktor des Prager Zoos ernannt, in dem er zuvor bereits als Zoologe tätig war. 1964 bis 1967 bekleidete er das Amt des Generalsekretärs des Internationalen Zoodirektorenverbandes, von 1967 bis 1971 war er Vizepräsident, dann bis 1975 Präsident dieser Organisation. 
Zu einem seiner großen Verdienste als Direktor des Prager Zoos wird die Rettung der Przewalski-Pferde vor dem Aussterben gezählt. Im Vorfeld der Samtenen Revolution wurde Veselovský 1988 wegen einer Konfrontation mit den kommunistischen Vertretern der Stadt Prag entlassen, was sogar zu einem internationalen Boykott der Prager Zoos führte. Nach 1989 arbeitete er im Physiologischen Institut der Südböhmischen Universität in České Budějovice und an der Naturwissenschaftlichen Fakultät der Universität Prag.

## Veröffentlichungen (Auswahl)
Veselovský veröffentlichte neben zahlreichen Fachbeiträgen zehn Bücher, darunter erschienen in deutscher Sprache:
- Illustriertes Lexikon der Vögel
- Illustriertes Lexikon der Tiere
- Der Otter. K. Müller, Erlangen 1998
- Das große farbige Handbuch der Vögel
- Ausflug ins Tertiär. Ein Zoologe reist durch Australien. Brockhaus, Leipzig 1978
- Sind Tiere anders? Verhaltensweisen im Zoo. Bertelsmann, Gütersloh u. a. 1971
- (Hrsg.): Arbeiten des II. Internationalen Symposiums zur Rettung des Przewalskipferdes